# Arboretum Nové Zákupy

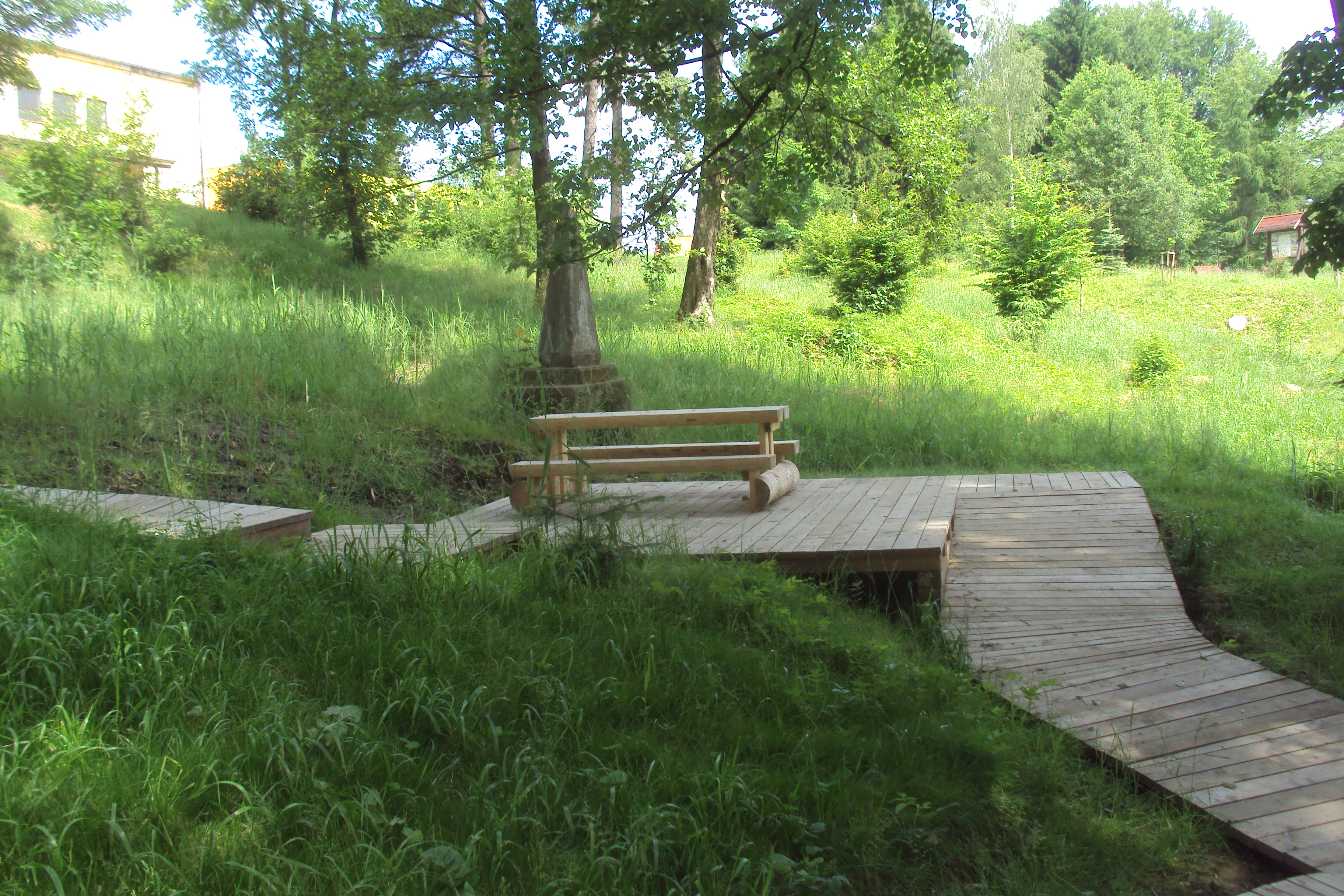
Odpočídadlo v arboretu, červen 2014

Arboretum Nové Zákupy založila poblíž Zákup (okres Česká Lípa v Libereckém kraji) lesnická škola v roce 1905. Areál u říčky Svitavky byl po roce 1940 neudržován, zpustl a teprve po roce 2008 je postupně městem obnovován.

## Historie
V letech 1904 až 1944 působila v Nových Zákupech lesnická škola. Dříve působila v Bělé pod Bezdězem.

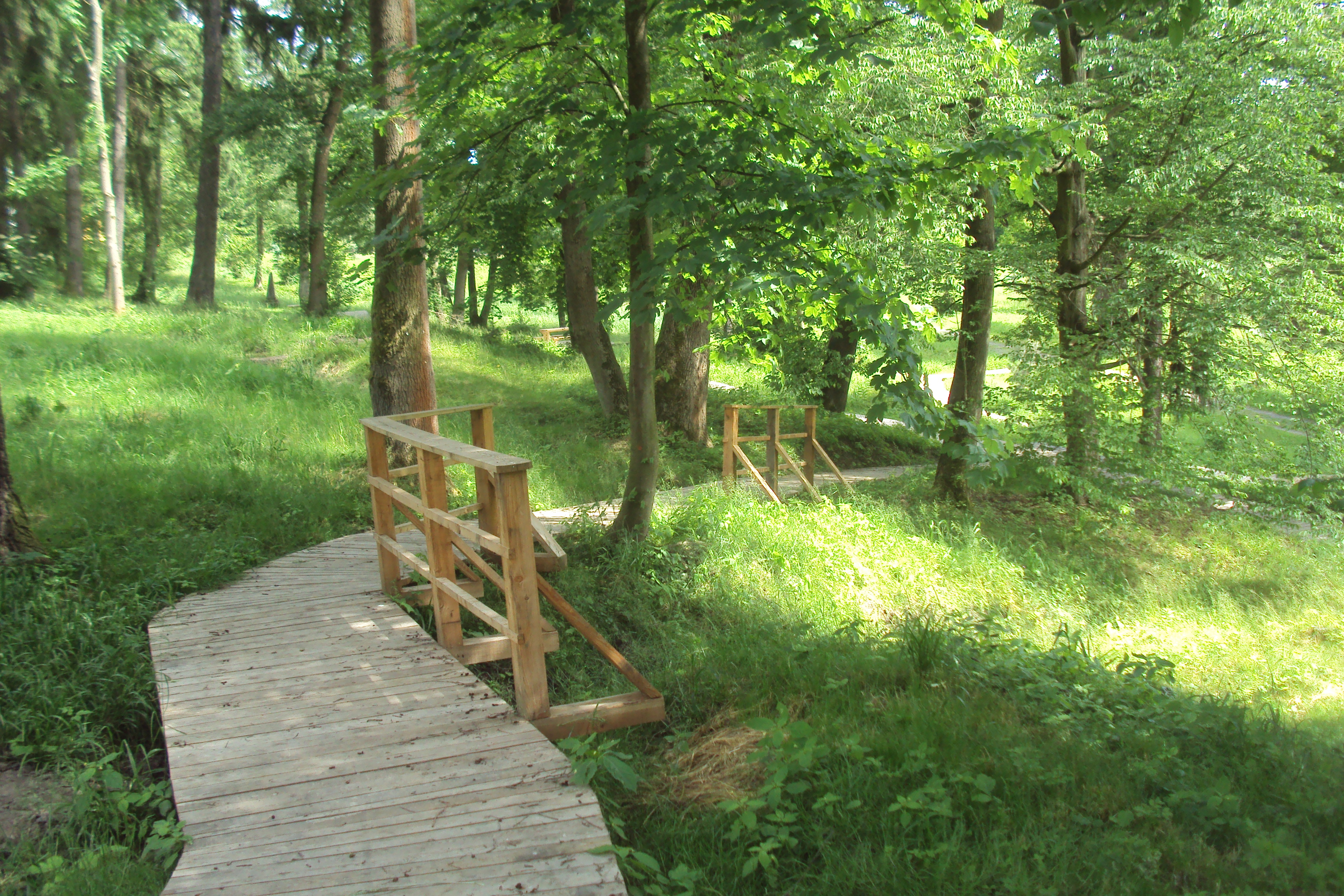
Chodník uprostřed areálu, červen 2014

U Zákup získala objekty zrušené továrny Leitenbergerů a poblíž nich vybudovala ze soukromých prostředků (podílel se i excísař Ferdinand I. Dobrotivý přebývající na Zákupském zámku) i se státní podporou postupně park, botanickou zahradu, lesní školku a arboretum. V dispozici měla 7,1 ha pozemků, z nichž 4 ha využila na botanické parky. Hlavní zásluhu na založení arboreta měli profesor doktor Vilém Salač a také ředitel školy Ing. Stefan Schmid, vrchní lesní rada. Doktor Salač označoval každý strom i keř porcelánovou tabulkou s německým a latinským názvem. Samotných dřevin zde bylo 1000 druhů, pořízených od soukromého velkozahradnictví a členů Českého lesnického svazu. Celkem bylo v sadech a arboretu na 3000 exponátů. V roce 1929 velkou část porostů zničily silné mrazy. Po ukončení existence školy v roce 1940 byly mnohé exponáty odvezeny do jiných škol v Německu, Šluknově a Trutnově. V důsledku působení české a zejména sovětské vojenské posádky celý areál s rozlohou přes 7 ha i s přilehlou zelení postupně zdevastoval.

## Postupná obnova

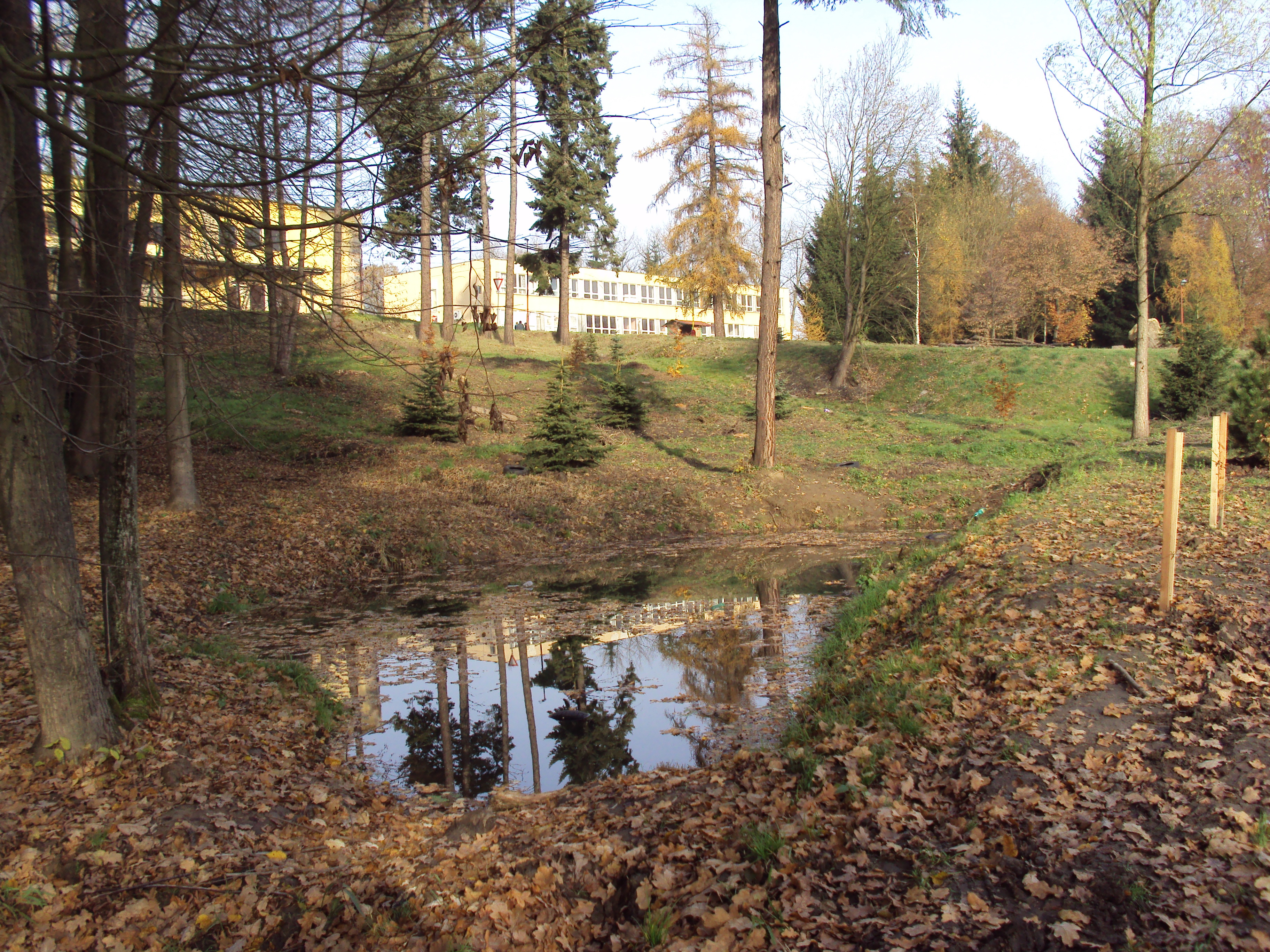
Stav v roce 2009 po prvních prořezávkách

Celý areál se postupně radikálně změnil. Byly zde vybudovány nové silnice a cesty v jiných směrech než vedly kdysi, parkoviště s zastávkou autobusů a sídliště pro stovky obyvatel. Ze severozápadní strany (shora) je areál ohraničen cestou na místě zrušené železniční vlečky, z jihovýchodní (zdola) silnicí ze Zákup do obce Velenice, zčásti i říčkou Svitavkou, od severu končí zeleň u parkoviště před vchodem do továrny I.A.C. Ohraničení je nezřetelné, areál není oplocen.

### První etapa
Po roce 2008 město Zákupy zahájilo postupné úpravy zeleně, která byla ve stavu těžko prostupné houštiny křovin z letitých náletů, s mnoha nemocnými, poškozenými stromy. Za dohledu správce městských lesů Josefa Jirotky byly provedeny velké prořezávky, upraven terén a zahájena výsadba nové zeleně. Zpočátku se na zahájení prací dotaci nepodařilo získat, město ji zajistilo svými silami a prostředky.
Poté se městu podařilo získat přes 300 tisíc korun z dotace Operačního programu Životního prostředí (žádalo 1,4 mil. Kč). Nejprve bylo v lednu 2012 zadáno výběrové řízení. Projektem a realizací v zadané ceně 379 800 Kč byl pověřen Ing. Petr Komínek z Roztok. Areál byl zařazen jako les do správy města. Do projekčních prací se zapojili certifikovaní arboretisté ze VOŠZa a SZaŠ z Mělníka, dozorem byl pověřen Lukáš Jánský. První fáze obnovy byla ukončena v září roku 2012, stála 445 tisíc korun.

### Druhá etapa

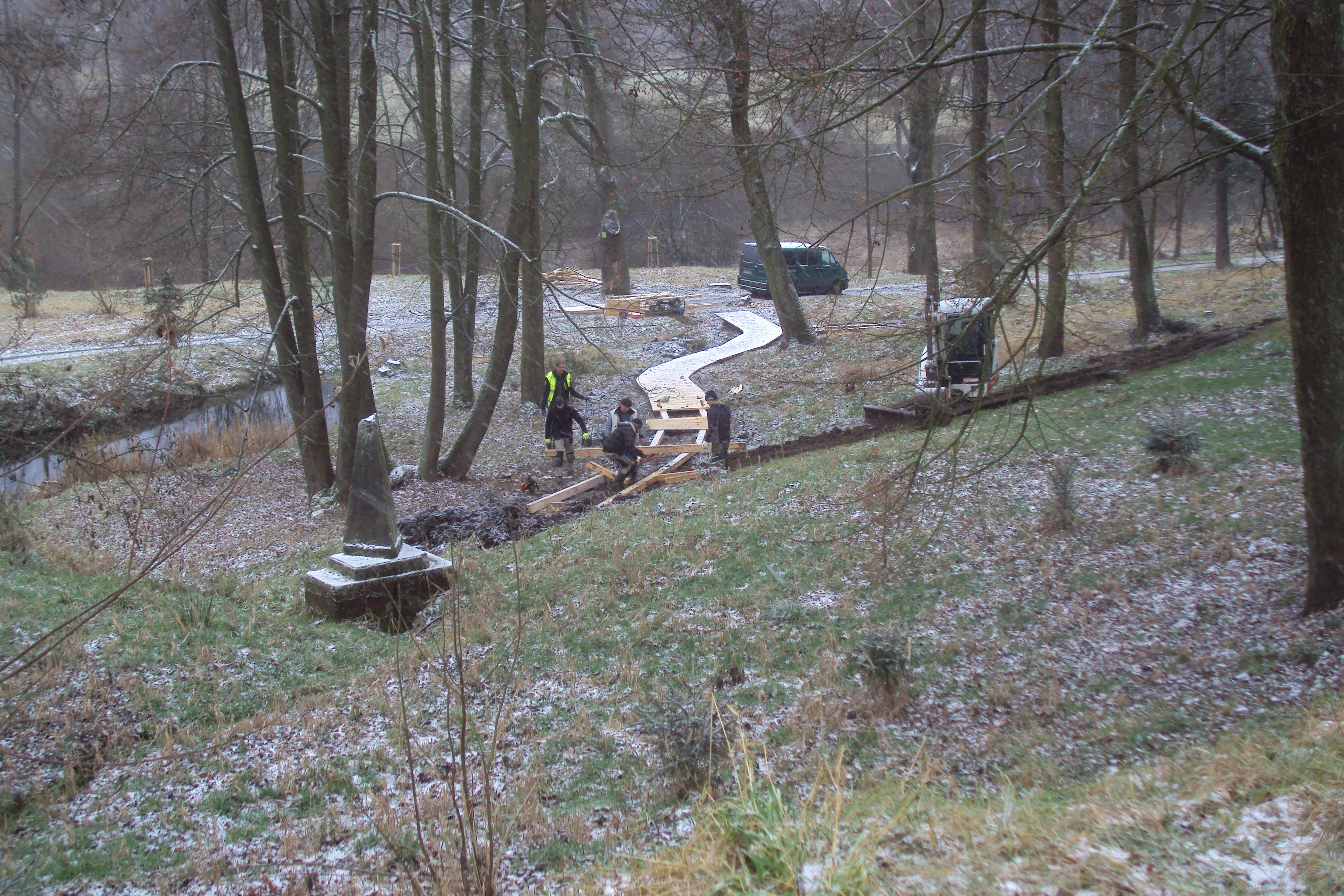
Budování chodníků v přívětivém lednu 2014

Druhá část úprav byla a je prováděna v letech 2013 a 2014. Nejdříve byla podána žádost o dotaci z programu rozvoje venkova SFIZ s udanými náklady 1,1 mil. Kč a realizací v roce 2013. V říjnu 2013 bylo vypsáno výběrové řízení, které vyhrál opět Ing. Petr Komínek.
Poté byly provedeny úpravy svažitého terénu, cest, zatrubnění stružek, vybudována tři dřevěná odpočívadla se stoly a lavicemi, upraveny tůňky. Areál byl protkán dřevěnými širokými chodníky. Odhadované náklady jsou 908 tisíc korun, z nichž 70 % je dotace Státního zemědělského intervenčního fondu (i ten čerpá z dotací Evropské unie), zbývající peníze investovalo město Zákupy. Rada města svým usnesením 487/2013 schválila uzavření smlouvy o následné údržbě zeleně se Společností přátel přírody Čmelák z Liberce X.

### Třetí etapa
V říjnu 2014 bylo provedeno dosázení desítek stromků a keřů, z nichž mnohé byly zvoleny dle zachovalého soupisu dřevin zdejší, původní lesnické školy. Zadávací řízení zakázky malého rozsahu ve výši cca 350 000 Kč bylo předem schváleno městskou radu přes jí jmenovanou hodnotící komisi. O měsíc později městská rada na doporučení komise zadala zakázku firmě Denivková zahrada z obce Jeníšovice u Chrudimi.